# Эльсте-Нойман, Мета
Мета Эльсте-Нойман (16 октября 1919 года — 30 октября 2010 года) — бывшая гимнастка США. Родилась в Бремене, Германия. В составе женской команды США по спортивной гимнастике принимала участие в соревнованиях на летних Олимпийских играх 1948 года в Лондоне, Великобритания и налетних Олимпийских играх 1952 года в Хельсинки, Финляндия.

## Биография
Эльсте было три года, когда её родители эмигрировали из Германии и поселились в Чикаго. Там она занималась гимнастикой в Lincoln Turner Hall. Училась в школе Lake View High School (Чикаго). После того, как отец пострадал от инсульта, её семья лишилась средств к существованию и Эльсте пришлось в 14 лет бросить школу и идти зарабатывать деньги для своей семьи. Гимнастические навыки пригодились ей в работе в передвижном цирке.
Одновременно Эльсте продолжала заниматься гимнастикой. Её мечты об участии в Олимпийских играх были задвинуты Второй мировой войной. Олимпийские игры в 1940 и 1944 годах были отменены. Но к Олимпиадам в 1948 и 1952 годах она была хорошо подготовлена.
На летних Олимпийских играх 1948 года она завоевала олимпийскую бронзовую медаль с командой США.
На соревнованиях по спортивной гимнастике американского любительского легкоатлетического союза (AAU) в 1947 году она была первой в разновысоких брусьях, первой в 1949 году в вольных упражнениях, первой в 1952 году в упражнениях на бревне. Девять раз избиралась американским любительским легкоатлетическим союзом в символическую команду лучших гимнастов США.